# Roberto Mieville
Roberto Mieville (Ferrara, 14 dicembre 1919 – Latina, 11 aprile 1955) è stato un politico italiano, primo segretario giovanile del Movimento Sociale Italiano.

## Biografia
Fu ufficiale carrista durante la seconda guerra mondiale. Reduce dal campo di prigionia di Hereford nel Texas, già nel gennaio del 1946 fu tra i fondatori del FAR, Fasci di azione rivoluzionaria. Giornalista, fu l'anima rivoluzionaria e socialista nazionale del Movimento Sociale Italiano, di cui fu uno dei fondatori, guidò il Fronte giovanile, essendo stato nominato all'unanimità segretario nazionale del Raggruppamento giovanile studenti e lavoratori.
Alle elezioni politiche del 18 aprile 1948 fu uno dei sei deputati dell'MSI eletti alla Camera. Agitatore e fedele ai principi della dottrina mussoliniana, si batté all'interno del Movimento Sociale Italiano contro qualsiasi deriva conservatrice e reazionaria, per la continuità ideale con la natura anticapitalistica, antimonarchica e antiatlantica del fascismo repubblicano espressa nel Manifesto di Verona del 1943. Nel 1953 fu rieletto alla Camera nella II legislatura, dove fu componente della commissione lavoro, emigrazione, assistenza igiene e sanità . Muore all'età di 35 anni in un incidente stradale l'11 aprile del 1955 nei pressi di Latina. Fu sostituito alla Camera da Giovanni De Totto.

## Opere
- Fascists' criminal camp, Roma, Corso, 1948.
- Un racconto della guerra perduta, Roma, Corso, 1949.
- Dal cielo ci guardano, Roma, Ariete, 1951.